# Music for Pleasure
Music for Pleasure es el segundo álbum de estudio de la banda británica The Damned. Producido por Nick Mason (integrante de Pink Floyd) en agosto de 1977, y lanzado por el sello Stiff Records el 18 de noviembre de 1977. Este álbum marca la última colaboración de Brian James como miembro de la banda, dado que se alejó debido a diferencias creativas con el resto de sus compañeros, al mismo tiempo que este LP sería el último para el sello Stiff.

## Grabación y Contenido
Tras haber logrado un buen recibimiento por parte de la crítica, The Damned consiguieron llamar la atención del baterista de Pink Floyd, Nick Mason, quien estaba encantado por el movimiento punk, dado que buscaba regresar al rock a lo que originalmente era en los años '60, una música simple y directa hecha en bares, clubes y pubs en lugar de centrarse en estadios y festivales multitudinarios. Cuando Mason conoció a la banda, no quedó conforme con el sonido que ofrecían con un solo guitarrista, es así que pidió al grupo que incluyeran un guitarrista más, en este caso Lu Edmunds, que trabajaría con The Damned solamente por el resto de ese año.
Si bien el álbum no se distancia de su predecesor musicalmente hablando, muestra algunos avances. Durante la grabación, la relación de James con la banda fue un tanto intensa, lo que generó ideas divididas sobre las canciones trabajadas. Aun así, el disco no logró los resultados esperados y fracasó comercialmente e incluso fue criticado como "pobre".

## Canciones
- Todas las canciones fueron compuestas por Brian James, excepto las indicadas.

1. "Problem Child" (James, Scabies) – 2:13
2. "Don't Cry Wolf" – 3:15
3. "One Way Love" – 3:44
4. "Politics" – 2:26
5. "Stretcher Case Baby" (James, Scabies) – 1:52
6. "Idiot Box" (Sensible, Scabies) – 5:00
7. "You Take My Money" – 2:04
8. "Alone" – 3:37
9. "Your Eyes" (James, Vanian) – 2:53
10. "Creep (You Can't Fool Me)" – 2:12
11. "You Know" – 5:05

## Personal
The Damned
- Dave Vanian - Voz líder.
- Brian James - Guitarra líder, Coros.
- Lu Edmunds - Guitarra rítmica.
- Captain Sensible - Bajo, Coros, Slide en "One Way Love".
- Rat Scabies - Batería.

Invitado
- Lol Coxhill – Saxofón en "You Know".

Colaboradores
- Nick Mason – Productor.
- Nick Griffiths – Ingeniero.